# 大卫·比利亚
大衛·韋拿·山齊士（西班牙語：David Villa Sánchez，1981年12月3日—），是一名已退役西班牙足球運動員，世界足壇最佳西班牙巨星之一。司職前鋒，曾效力於日職聯球會神戶勝利船及巴塞，是西班牙國家隊史上入球最多球員。韋拿個子雖小卻很壯實，速度快具備突破能力，既可以打邊鋒也可以打中鋒，左右腳技術均衡，門前冷靜射術精湛，有遠射能力，是西班牙國家隊最為出色的前鋒之一。
他能與西班牙隊內的任何前鋒搭檔，這樣的球員確實是當時西班牙隊的教練阿拉貢內斯的法寶。隊友蘇達度也贊道：「和韋拿這樣高水平的球員一起踢球，是很容易達成默契和相互理解的，因為他時刻想著要為隊友服務。」
在效力華倫西亞時期，韋拿與大衛·席爾瓦尤其合拍，這對「大衛」刁鑽的射術，經常炮製出金球。

## 球會生涯

### 希杭
大衛·韋拿出生於西班牙北部阿斯圖里亞斯自治區蘭格里奧的一個小鎮圖伊拉。大衛·韋拿的足球員生涯一點也不平坦。早在他四歲的時候，因為意外弄斷了右腿，他爸爸開始鍛鍊他的左腿，使他雙腿都能踢球。這次意外，可說是因禍得福。十四歲那年，大衛·韋拿對於自己一直獨自坐在板凳上，苦無出場機會，又没有為家賺個一毛錢，曾經一度氣餒，打算放棄足球。然而，在他得到父母不斷的鼓勵後，終於看到足球事業的曙光。大衛·韋拿不斷地努力，球技亦不斷地進步。十七歲開始得到阿斯圖里亞斯區的大球會注視，阿斯圖里亞斯一哥球隊奥维耶多卻嫌棄大衛·韋拿的身材細小，錯過了這塊愧寶。大衛·韋拿最後選擇了加盟皇家希杭，視該會的殿堂級球星昆尼為學習對象，職業生涯自始平步青雲。
第一季代表皇家希杭青年隊上陣，次年就被提升上皇家希杭B隊。加盟的第二季，大衛·韋拿就找到了自己職業生涯的第一次出場機會，代表皇家希杭一隊在西乙上征戰(*大衛·韋拿個人官方網站卻認為他職業生涯的首戰是代表皇家希杭B隊出戰西丙的賽事)。2001-02，即是大衛·韋拿在皇家希杭的第三個球季，他已經成為球隊的主力射手，在西乙上陣40場比賽中射入18球，令人刮目相看。2002-03，大衛·韋拿繼續保持佳態，在西乙上陣39場比賽中射入20球，一度有機會問鼎西乙神射手寶座，只是以兩球之差僅敗於捷西斯·彭利拿。這樣優秀的成績吸引西甲升班馬皇家薩拉戈薩的興趣，最後以300萬歐元轉會費轉投皇家薩拉戈薩。

### 薩拉戈薩
初次升上西甲比賽的大衛·韋拿没有表現出任何懼怕，在薩拉戈薩持續優異演出，第一次登錄西甲已經取得16個聯賽入球。同樣地在西班牙盃有好表現，更協助這支阿拉貢球隊殺入決賽。決賽面對的是擁有施丹、費高、碧咸、羅拔圖卡路士等一級球星的銀河艦隊皇家馬德里。決賽中，大衛·韋拿更在下半場的初段被古迪侵犯，博得十二碼，他親自操刀，為球隊反超皇家馬德里，最後以3-2成功奪冠而回。這是大衛·韋拿職業生涯的第一個錦標。而第二個錦標亦很快來臨，這次是西班牙超級盃，對手是華倫西亞。首回合在主場落敗0-1，次回合還要作客馬斯泰拿球場，形勢相當不妙。大衛·韋拿在比賽還交出一個助攻，球傳給了加莱蒂突破越位陷阱射入，最終以總比數3-2擊敗華倫西亞捧盃而回。大衛·韋拿也參與生涯第一次的歐洲賽，不過，無論聯賽或歐洲賽，他都能展示射手的本質，以極高的入球率答謝球迷們對他的支持，兩季內平均每2.12場入一球。2005年2月9日，二十三歲的他終於得到了國家隊征召。薩拉戈薩的球迷們對於他們的這顆新星非常愛戴，每個人都喊著“illa illa illa, Villa maravilla”。

### 華倫西亞
2005年，當時華倫西亞的主教練兼體育總監雲尼亞里決定花1200萬歐元買斷大衛·韋拿與皇家薩拉戈薩的合約，可是雲尼亞里無法見証自己的收購是如此成功，在同年2月被華倫西亞解僱。2005-06球季，大衛·韋拿加盟了西班牙第三大球會華倫西亞，逐步逐步地向成功邁進。他選擇穿起7號球衣(在他之前，華倫西亞7號球衣的擁有者足球事業都不太順利)。剛加盟華倫西亞，在弗洛雷斯揮下的大衛·韋拿並不是球隊的正選，但很快他就憑著自己的表現告訴科里斯他是一個能擔大任的球員，僅一季的時間已攻入25個聯賽入球，僅比神射手伊度奧少一球而已。值得一提的一場比賽是2006年4月對畢爾包的比賽，他只花了5分鐘的時間完成了帽子戲法。2006年夏天，大衛·韋拿還出席了06世界盃，還攻入3球，此時，大衛·韋拿開始在歐洲為人所熟悉。
之後韋拿受到不少大球會斟介，包括英超曼聯、車路士及西甲皇家馬德里、以至意大利的祖雲達斯、國際米蘭。而有報導指2006年夏天車路士已出價三千萬英鎊洽購，為華倫西亞拒絕。
2006-07年的西甲賽季，韋拿入球量遜於去季，但就在助攻榜上位列第一，為隊伍的貢獻更大。2007年4月1日在3-2戰勝愛斯賓奴一役中，韋拿不但幫助球隊率先破門，還分別助攻維辛迪和安古路得分，三個進球都與他有關，韋拿等於是一個人自導自演了一場好戲。
韋拿當時被喻為是西班牙於2008夏天歐洲國家盃爭標的關鍵人物，除英超兩大班霸車路士和曼聯對他虎視眈眈之外，西甲榜首雙雄皇家馬德里和巴塞隆拿都表示對他有興趣。
韋拿拒絕了利物浦、車路士及阿仙奴等多間英超豪門的好意，堅稱會繼續留效華倫西亞，歐洲杯最佳射手笑言：「我希望盡快與華倫西亞達成協議，因為我想為這支球隊效力很長時間。華倫西亞讓我成名，所以我很愛這家球會。」韋拿在身價暴漲後，仍願意留效華倫西亞，其忠心令人刮目相看。
2008年8月，在皇馬與華倫西亞在班拿貝進行超級杯第二回合的比賽期間，皇馬總經理米賈托維奇給“蝙蝠軍團”送去了一份高達4500萬歐元的報價，以期能將西班牙本土第一射手韋拿挖到班拿貝球場。
但就在8月28日凌晨（西班牙當地時間27日晚），華倫西亞官方宣布與隊內頭號球星韋拿成功續約，與雙方原工作合同相比，新的合同延長一年將在2014年到期。對于已經26歲的韋拿來說，如果履行完這份合同，屆時將年滿32歲。
2008年9月，《每日星報》稱曼城對紅透歐洲的華倫西亞射手大衛·韋拿一見鍾情，同時皇馬也利用廣泛的人脈關係在做著韋拿的工作，圍繞這位頂級射手，兩家球會將上演多場好戲。但韋拿的經紀人表示：“華倫西亞為韋拿給出了很豐厚的薪水，他本人也希望留在華倫西亞，至少要踢到合同結束。”還說：“大衛從沒想過去英超踢球。”

### 巴塞隆拿

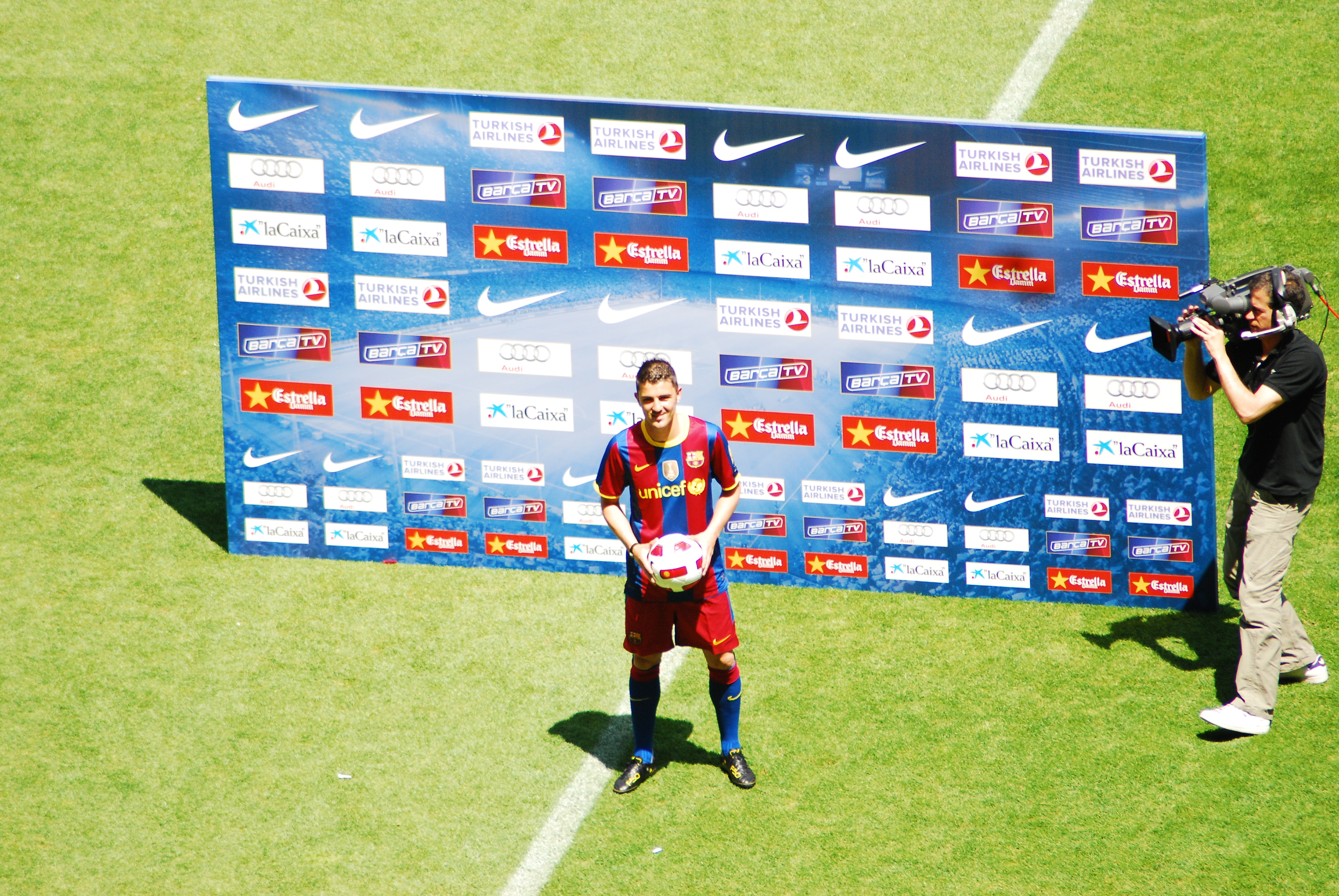
比利亚成为巴萨一员

2010年5月19日，巴塞隆拿在官網宣佈成功以4,000萬歐元收購韋拿，將穿上7號球衣。韋拿與巴塞隆拿簽下4年合同，可選擇延長一年。2010年5月21日，韋拿在巴塞主場魯營球場亮相，與35,000名球迷見面。在西班牙超级杯第二轮对阵塞维利亚的比赛中于下半场替换佩德罗登场上演处子秀，助球队以5-0获胜。
2010年8月29日上演西甲处子秀对阵桑坦德竞技，打入球队第三球也是他为球队打入的首球，助球队3-0获胜。同年2010年11月20日舉行的西班牙國家打吡，巴塞主場大勝皇馬5-0，當中韋拿攻入兩球，被傳媒稱作新巴塞英雄。此後韋拿球風稍有改變，離開了中路的位置更多的出現在左翼，襄助梅西在假9號的位置上打得更得心應手，共同幫助巴薩夢三隊再創高峰。
在2011年5月29日的歐洲聯賽冠軍盃決賽中，韋拿禁區外射入世界波，與巴塞一起打勝了曼聯奪得歐冠，這也是他生涯的第一個歐冠冠軍。
2011/2012球季，由於季初低迷，被新加盟的法比加斯搶去正選位置，更不幸的是在世界球會冠軍盃中因禁區搶點而受重傷，因而錯過餘下賽季和缺席歐國盃。
在哥迪奧拿離任後，2013新球季不受新教練重用，但全季依然射入16球成為球會第三射手。在欧冠8分之一对阵AC米兰的第二回合比赛中，首回合0-2输球的巴塞罗那由梅西两球扳平比分后，比利亚在下半场第55分钟接应哈维传球，外脚背搓射打入反超一球，随后阿尔巴再入一球，巴塞罗那4-2大逆转，这也成为了他在巴塞罗那最后的高光时刻。

### 馬德里競技

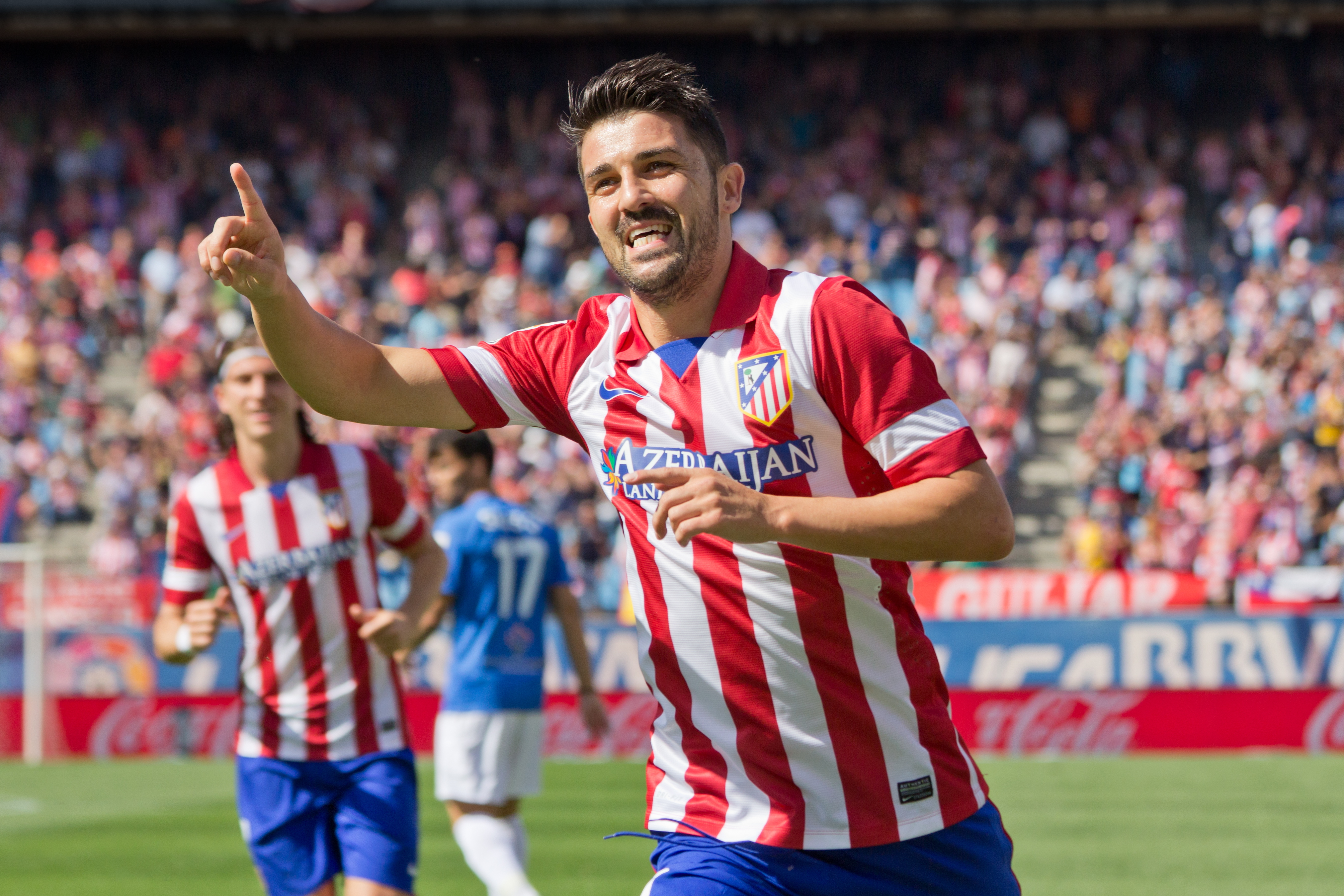
比利亞在2013年9月14日馬德里競技主場對陣阿爾梅里亞的比賽中慶祝自己的入球

2013年7月8日，巴塞罗那官方宣布比利亚以510万欧元的超低价转会西甲勁旅馬德里競技，税后年薪510万欧元。比利亚将身穿拉達梅爾·法爾考留下的9号球衣，添补法尔考留下的空缺，他與迪亞高·哥斯達组成床單軍團新賽季的鋒線組合。2013年8月22日西班牙超級盃。比利亞在卡尔德隆的首战迎战老東家巴塞罗那。第12分钟，阿尔达·图兰進行快速反擊，在左路傳中，后插而上的比利亚凌空抽射打入他在馬德里競技的首個進球。13-14赛季属于大红大紫的迪亞高·哥斯達。这位神锋在西甲大杀四方，而西班牙老将也并不逊色，在馬德里競技一賽季總共打入13球。而马德里竞技也相继问鼎西甲冠军和欧冠亚军。而比利亚也用自己的实力成功入选了西班牙队征战2014年巴西世界杯的阵容。

### 纽约城
经历了在馬德里競技大红大紫的一赛季，33岁比利亚想要在這支西甲冠军球队再有所作为已经很困难了。因此，2014年6月1日，比利亚与床單軍團解除合同。隨後，他加盟了美国职业大联盟新军纽约FC。這支刚刚在5月25日由曼城老板曼苏尔酋长和紐約洋基合作成立的球會，而比利亚也将重新披上熟悉的7号战袍，成为纽约FC史上的第一位球员。

### 墨尔本城
由于美国大联盟的赛季是从3月-9月，2014年10月至12月期间，比利亚为保持状态，租借加盟澳超球队墨尔本城——另一家曼苏尔酋长旗下的球队，随后回到纽约备战新赛季的大联盟。

### 神户胜利船
2018年12月1日，比利亚与日本J1联赛球队神户胜利船签下为期一个赛季的合同，神户胜利船也成为比利亚球员生涯的最后一站。2020年1月1日，比利亚随队夺得2019年天皇杯冠军，之后正式挂靴。除了天皇杯奪冠之外，比利亞效力神戶期間J聯賽出場28次，共攻進13球，並且在2019年J1聯賽第17輪對陣名古屋時的進球，獲選了該季J聯賽最佳進球。

## 國家隊

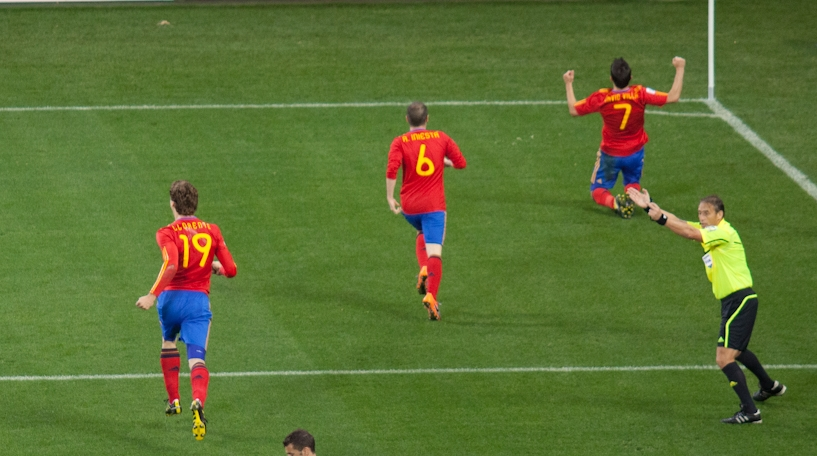
2010年世界杯八分之一决赛比利亚庆祝与葡萄牙国家队的比赛中打入唯一一球

2005年2月9日，二十三歲得到了西班牙國家足球隊主教練阿拉干尼斯的垂青，在主場阿爾梅里亞對聖馬力諾的比賽中後備上陣。在2006年世界盃裡，韋拿在首場分組賽取得兩個入球，一為罰球。在國家隊十六強以1-3不敵法國後，韋拿在世界盃已取得三個入球。
世界盃過後韋拿穿上了前國腳劳尔的7號球衣。之前曾有劳尔球迷為韋拿「搶了」魯爾的戰袍有所攻擊，但如今已很少有人再爭論，韋拿是否有資格穿上國家隊7號球衣的問題，即使是劳尔·冈萨雷斯·布兰科球迷亦然。韋拿自己作過解釋：「我並沒有對魯爾有任何不尊敬，只是國家隊沒人穿7號，我在華倫西亞也是這個號碼，所以就要了它。」
韋拿在2008年歐洲國家盃外圍賽對列支敦士登一場賽事表現出色，備受稱讚，因他在該場比賽有2個入球，雖終場前因射失點球而錯過上演帽子戲法的機會，但因曾在禁區內倒掛金鉤破門，西班牙媒體稱讚道：「這是動畫片裡才有的動作，是純粹的藝術品。」他先是在中路禁區前將皮球分到左側的隊友大衛·席爾瓦腳下，隨後華倫西亞邊鋒又重新將球起到禁區中間，韋拿見皮球要落到身後，直接射門無法實現，他瞬間轉身，本能地做出一個倒掛金鉤的動作，皮球應聲入網。
至3月24日對丹麥一場外圍賽，韋拿打入鎖定勝局的一球；3月28日西班牙對冰島，韋拿在對方6名球員的包圍下，仍送出一記精準的直塞球助攻恩尼斯達得分。
2008年6月10日的2008年歐洲國家盃對俄羅斯賽事正選上陣，並打入三球，成為首位在2008年歐洲國家盃連中三元的球員，同時亦為首位在歐洲國家盃連中三元的西班牙球員，也是華倫西亞的第一人。韋拿還僅用一場比賽就平了阿方索創造的西班牙球員在歐洲杯上的最高進球紀錄。
之後在分組賽第二場比賽對瑞典時，直到第90分鐘西班牙都沒能破門。但最後時刻的進球又一次証明韋拿，面對兩名防守球員的糾纏，韋拿成功甩開了他們的防守，冷靜的推射把比分改寫為2比1。最後時刻的進球英雄、以4球排在射手榜首位的韋拿再次領取了「當場最佳球員」的獎盃。像以往那樣，他對自己的表現只有一句評價：「這粒進球比對陣俄羅斯時的3粒都有價值。」
在2008年6月22日對意大利的比賽中，兩隊踢至120分鐘仍未可分出勝負，遂進行點球大戰。韋拿以國家隊首席點球手的身份率先射球，皮球順利入網。最後西班牙在點球大戰中以4:2擊敗意大利，進入四強。
2008年6月26日對俄羅斯的比賽中，韋拿在第34分鐘時因傷不能堅持，提前換上法比加斯。在失去頭號射手下，西班牙仍以3:0完勝俄羅斯，但韋拿確定不能在決賽中出戰，只能在場邊為戰友加油。他表示:「我很想上場參加比賽，但現在，這已經不重要了。最重要的是支援我的隊友們在週日的比賽裡完成挑戰，去獲得歐洲冠軍。這支西班牙隊非常團結，就算我不能參加比賽，我也要在場下為他們加油。」
2008年6月30日西班牙以1:0擊敗德國。韋拿雖然沒有出場，但仍以4球在射手榜獨佔鰲頭，順利拿下金靴。在2008年歐洲國家盃西班牙夺冠後，西班牙7號球衣歸屬比利亚。大卫·比利亚继承劳尔冈萨雷斯的七号，继续领衔西班牙队，开启了一个新的时代。 
2010年7月3日，南非世界杯八进四的比赛中，比利亚攻入制胜一球战胜巴拉圭队，国家队总进球达到43个，仅次于打入44球的劳尔，但根据比利亚的效率来看，2010年内就可以成为进球数最多的西班牙球员，其在世界杯上的进球也达到了8个。2010年9月3日在4-0战胜列支敦士登的欧洲杯预选赛中打入第二球，但是由于西班牙足协将世界杯前热身赛对阵波兰打入的一球记为乌龙球，因此这球还只是比利亚在国家队的43球，距离劳尔仍有一球之差。
而在2010年10月12日，比利亚終於在歐洲杯預選賽客場對蘇格蘭時射入一球，追平勞爾紀錄。此前他數次射中門框而未把握良機，使得出場數來到70場，但仍然勝過勞爾的102場一截。此役博斯克採用4-2-3-1陣式，由比利亚出任單箭頭並因此創造出多次機會，但最後均無功而返。直到第43分鐘時拉莫斯射門遭手球擋下，裁判判罰點球，比利亚才完成個人紀錄。賽後他說道：「很高興這個進球幫助球隊取得了勝利，我早就知道這個進球遲早會到來的。現在我的目標不是第45球，而是盡可能長久的待在這支球隊中。」
2011年3月25日，西班牙与捷克交锋于2012欧洲杯预选赛，在此役中比利亚梅开二度，帮助西班牙获得胜利。而比利亚的這兩个入球乃是他为国家队攻入的第45個及第46個进球。至此，比利亞以72場比賽打進46球的成績超越了勞爾的102場44球，成为国家队历史上进球最多的球员。谈及该成就，比利亚自豪的说：“我的进球属于我的队友和我的教练，也离不开我职业生涯中所有的合作者和朋友们……前不久，我向好朋友何塞承诺，超越劳尔的这个进球要特别献给他。”
2014年世界盃，比利亞不被重用，而西班牙成績差勁，只在最後一場對澳洲上場，射入漂亮的一球來結束國家隊生涯。但2017年，他又宣布重返國家隊陣容，在2018世界盃資格賽中數次被列入出場名單，但都沒有出場，最後也不意外的沒有進入2018的西班牙隊名單。該次復出後，唯一一次出場是一次友誼賽。

## 生涯數據

### 俱樂部
| 俱樂部          | 賽季     | 聯賽                   | 聯賽 | 聯賽 | 盃賽 | 盃賽 | 洲際賽 | 洲際賽 | 總計 | 總計 |
| 俱樂部          | 賽季     | 層級                   | 出賽 | 進球 | 出賽 | 進球 | 出賽   | 進球   | 出賽 | 進球 |
| --------------- | -------- | ---------------------- | ---- | ---- | ---- | ---- | ------ | ------ | ---- | ---- |
| 希洪體育二隊    | 2000–01  | 西班牙皇家足協乙組聯賽 | 35   | 13   | —    | —    | —      | —      | 35   | 13   |
| 希洪體育二隊    | 2001–02  | 西班牙皇家足協乙組聯賽 | 1    | 1    | —    | —    | —      | —      | 1    | 1    |
| 希洪體育二隊    | 總計     | 總計                   | 36   | 14   | —    | —    | —      | —      | 36   | 14   |
| 希洪體育        | 2000–01  | 西班牙足球乙級聯賽     | 1    | 0    | —    | —    | —      | —      | 1    | 0    |
| 希洪體育        | 2001–02  | 西班牙足球乙級聯賽     | 40   | 18   | 4    | 2    | —      | —      | 44   | 20   |
| 希洪體育        | 2002–03  | 西班牙足球乙級聯賽     | 39   | 20   | 1    | 1    | —      | —      | 40   | 21   |
| 希洪體育        | 總計     | 總計                   | 80   | 38   | 5    | 3    | —      | —      | 85   | 41   |
| 皇家薩拉戈薩    | 2003–04  | 西班牙足球甲級聯賽     | 38   | 17   | 8    | 4    | —      | —      | 46   | 21   |
| 皇家薩拉戈薩    | 2004–05  | 西班牙足球甲級聯賽     | 35   | 15   | 3    | 0    | 10     | 3      | 48   | 18   |
| 皇家薩拉戈薩    | 總計     | 總計                   | 73   | 32   | 11   | 4    | 10     | 3      | 94   | 39   |
| 瓦倫西亞        | 2005–06  | 西班牙足球甲級聯賽     | 37   | 25   | 4    | 2    | 6      | 1      | 47   | 28   |
| 瓦倫西亞        | 2006–07  | 西班牙足球甲級聯賽     | 36   | 15   | 2    | 0    | 11     | 5      | 49   | 20   |
| 瓦倫西亞        | 2007–08  | 西班牙足球甲級聯賽     | 28   | 18   | 6    | 1    | 7      | 3      | 41   | 22   |
| 瓦倫西亞        | 2008–09  | 西班牙足球甲級聯賽     | 33   | 28   | 5    | 2    | 5      | 1      | 43   | 31   |
| 瓦倫西亞        | 2009–10  | 西班牙足球甲級聯賽     | 32   | 21   | 2    | 0    | 11     | 7      | 45   | 28   |
| 瓦倫西亞        | 總計     | 總計                   | 166  | 107  | 19   | 5    | 40     | 17     | 225  | 129  |
| 巴塞隆納        | 2010–11  | 西班牙足球甲級聯賽     | 34   | 18   | 6    | 1    | 12     | 4      | 52   | 23   |
| 巴塞隆納        | 2011–12  | 西班牙足球甲級聯賽     | 15   | 5    | 3    | 1    | 6      | 3      | 24   | 9    |
| 巴塞隆納        | 2012–13  | 西班牙足球甲級聯賽     | 28   | 10   | 5    | 5    | 10     | 1      | 43   | 16   |
| 巴塞隆納        | 總計     | 總計                   | 77   | 33   | 14   | 7    | 28     | 8      | 119  | 48   |
| 馬德里競技      | 2013–14  | 西班牙足球甲級聯賽     | 36   | 13   | 4    | 2    | 7      | 0      | 47   | 15   |
| 墨爾本城 (租借) | 2014–15  | 澳大利亞職業足球聯賽   | 4    | 2    | 0    | 0    | —      | —      | 4    | 2    |
| 紐約城          | 2015     | 美國職業足球大聯盟     | 30   | 18   | 0    | 0    | —      | —      | 30   | 18   |
| 紐約城          | 2016     | 美國職業足球大聯盟     | 33   | 23   | 2    | 0    | —      | —      | 35   | 23   |
| 紐約城          | 2017     | 美國職業足球大聯盟     | 31   | 22   | 3    | 2    | —      | —      | 34   | 24   |
| 紐約城          | 2018     | 美國職業足球大聯盟     | 23   | 14   | 4    | 1    | —      | —      | 27   | 15   |
| 紐約城          | 總計     | 總計                   | 117  | 77   | 9    | 3    | —      | —      | 126  | 80   |
| 神戶勝利船      | 2019     | 日本甲組職業足球聯賽   | 28   | 13   | 1    | 0    | —      | —      | 29   | 13   |
| 生涯總計        | 生涯總計 | 生涯總計               | 617  | 329  | 63   | 24   | 85     | 28     | 765  | 381  |

1. ↑  包含西班牙國王盃, 西班牙超級盃, 美國公開盃, 美國職業足球大聯盟季後賽, 天皇盃及日本聯賽盃.
2. ↑  包含歐洲足協圖圖盃, 歐足總歐洲聯賽, 歐洲冠軍聯賽, 歐洲超級盃, 國際足總俱樂部世界盃, 中北美洲及加勒比海聯賽冠軍盃及亞足聯冠軍聯賽.

### 國家隊
| 隊伍   | 年分 | 競賽 | 競賽 | 友誼賽 | 友誼賽 | 總計 | 總計 |
| 隊伍   | 年分 | 出賽 | 進球 | 出賽   | 進球   | 出賽 | 進球 |
| ------ | ---- | ---- | ---- | ------ | ------ | ---- | ---- |
| 西班牙 | 2005 | 4    | 1    | –      | –      | 4    | 1    |
| 西班牙 | 2006 | 7    | 6    | 7      | 2      | 14   | 8    |
| 西班牙 | 2007 | 8    | 3    | 2      | 0      | 10   | 3    |
| 西班牙 | 2008 | 8    | 9    | 5      | 3      | 14   | 12   |
| 西班牙 | 2009 | 8    | 5    | 5      | 6      | 13   | 11   |
| 西班牙 | 2010 | 10   | 7    | 6      | 2      | 16   | 9    |
| 西班牙 | 2011 | 5    | 5    | 7      | 2      | 12   | 7    |
| 西班牙 | 2012 | 1    | 0    | 2      | 2      | 3    | 2    |
| 西班牙 | 2013 | 6    | 3    | 4      | 0      | 10   | 3    |
| 西班牙 | 2014 | 1    | 1    | 1      | 2      | 2    | 3    |
| 西班牙 | 2015 | –    | –    | –      | –      | –    | –    |
| 西班牙 | 2016 | –    | –    | –      | –      | –    | –    |
| 西班牙 | 2017 | 1    | 0    | –      | –      | 1    | 0    |
| 總計   | 總計 | 59   | 40   | 39     | 19     | 98   | 59   |

1. ↑  2006年國際足協世界盃外圍賽的出賽
2. ↑  2006年世界盃足球賽的4次出賽及3顆進球, 2008年歐洲國家盃外圍賽的3次出賽及3顆進球
3. ↑  2008年歐洲國家盃外圍賽的出賽
4. ↑  2008年歐洲國家盃的4次出賽及4顆進球,2010年國際足協世界盃外圍賽的4次出賽及5顆進球
5. ↑  2010年國際足協世界盃外圍賽的3次出賽及2顆進球,2009年国际足联联合会杯的5次出賽及3顆進球
6. ↑  2010年世界盃足球賽的7次出賽及5顆進球,2012年歐洲國家盃外圍賽的3次出賽及2顆進球
7. ↑  2012年歐洲國家盃外圍賽的出賽
8. ↑  2014年國際足協世界盃外圍賽的出賽
9. ↑  2014年國際足協世界盃外圍賽的3次出賽,2013年国际足联联合会杯的3次出賽及3顆進球
10. ↑  2014年世界盃足球賽的1次出賽及1顆進球
11. ↑  2018年國際足協世界盃外圍賽的出賽

## 榮譽
薩拉戈薩
- 西班牙盃冠軍：2003–04
- 西班牙超級盃冠軍：2004

華倫西亞
- 西班牙盃 冠軍：2007–08

巴塞隆拿
- 西甲 冠軍：2010–11、2012–13
- 西班牙国王杯冠军：2011–12
- 西班牙超級杯冠军：2010，2011
- 歐洲冠軍聯賽 冠軍：2010–11
- 歐洲超級盃冠軍： 2011
- 世界冠軍球會盃冠軍：2011

馬德里競技
- 西甲冠军：2013–14

神户胜利船
- 天皇杯冠军：2019

西班牙國家隊
- 世界盃冠軍：2010
- 歐洲國家盃冠軍：2008
- 洲際國家盃季軍：2009

個人
- 西甲單賽季本土最佳射手：2005/06年，2006/07年，2008/09年，2009/10年
- 歐洲國家盃神射手：2008年
- 世界盃銅球獎：2010年
- 世界盃銀靴獎：2010年
- 美職聯最有價值球員：2016年